# Världsmästerskapen i bordtennis 2016
Världsmästerskapen i bordtennis 2016 spelades i Kuala Lumpur, Malaysia under perioden 28 februari-6 mars 2016. I mästerskapen spelades lagtävlingar i ett divisionssystem där vinnaren i högsta divisionen blev världsmästare. De deltagande lagen delades in i fyra divisioner för både herrar och damer.

## Medaljsummering[3]

### Discipliner
| Disciplin                        | Guld                                                      | Silver                                                                     | Brons                                                                        |
| Herrarnas lagtävling Detaljer... | Kina Fan Zhendong Fang Bo Ma Long Xu Xin Zhang Jike       | Japan Kenta Matsudaira Jun Mizutani Koki Niwa Yuya Oshima Maharu Yoshimura | Sydkorea Jang Woo-jin Jeong Sang-eun Joo Sae-hyuk Jung Young-sik Lee Sang-su |
| Herrarnas lagtävling Detaljer... | Kina Fan Zhendong Fang Bo Ma Long Xu Xin Zhang Jike       | Japan Kenta Matsudaira Jun Mizutani Koki Niwa Yuya Oshima Maharu Yoshimura | England Alan Cooke Paul Drinkhall Liam Pitchford Sam Walker                  |
| Damernas lagtävling Detaljer...  | Kina Chen Meng Ding Ning Li Xiaoxia Liu Shiwen Zhu Yuling | Japan Ai Fukuhara Yui Hamamoto Kasumi Ishikawa Mima Ito Misako Wakamiya    | Nordkorea Cha Hyo-sim Kim Song-i Ri Mi-gyong Ri Myong-sun                    |
| Damernas lagtävling Detaljer...  | Kina Chen Meng Ding Ning Li Xiaoxia Liu Shiwen Zhu Yuling | Japan Ai Fukuhara Yui Hamamoto Kasumi Ishikawa Mima Ito Misako Wakamiya    | Taiwan Chen Szu-yu Cheng Hsien-tzu Cheng I-ching Lin Chia-hui Liu Hsing-yin  |

### Fotnoter
1. ↑  ”The Month has Arrived the Month Play Starts in Kuala Lumpur” (på engelska). ITTF Articles. Arkiverad från originalet den 4 mars 2016. https://web.archive.org/web/20160304011612/http://ittf.com/_front_page/ittf_full_story1.asp?ID=42926&Competition_ID=2587&. Läst 22 februari 2016.
2. ↑  ”2016 World Team Playing System” (på engelska). ITTF Articles. Arkiverad från originalet den 4 mars 2016. https://web.archive.org/web/20160304105554/http://www.ittf.com/World_Events/wttc_2016/2016_WTTC_Playing_System.pdf. Läst 23 februari 2016.
3. ↑  ”FINAL POSITIONS” (på engelska). ITTF Articles. Arkiverad från originalet den 9 mars 2016. https://web.archive.org/web/20160309003940/http://www.ittf.com/World_Events/wttc_2016/2016_WTTC_positions.html. Läst 6 mars 2016.